# Lagunón
Lagunón és una localitat de l'Uruguai, ubicada al nord del departament de Rivera.

## Població
Lagunón té una població de 2.154 habitants, segons les dades del cens de 2004.
| Any  | Població |
| ---- | -------- |
| 1963 | -        |
| 1975 | -        |
| 1985 | 559      |
| 1996 | 654      |
| 2004 | 2.154    |
| 2011 | 2.376    |

Font: Institut Nacional d'Estadística de l'Uruguai